# Sencsou–4
A Sencsou–4 volt a kínai Sencsou-program negyedik és utolsó személyzet nélküli próbarepülése. Az űrhajó két bábot vitt magával az életfenntartó rendszer tesztelésére. 2002. december 29-én indították. A visszatérő kapszula 2003. január 5-én szállt le, az orbitális kabin még 2003. szeptember 9-ig maradt pályán.